# Alberto I de Namur
Alberto I de Namur (m. poco antes de 1011) fue conde de Namur a partir del año 981, y hasta su muerte. Era hijo de Roberto I, conde de Namur.

## Biografía
Aunque no se encuentran referencias en las actas a su padre a partir del año 974, Alberto I no es mencionado como conde de Namur hasta el 981. Desde el año 973, se unió a los hijos de Rainiero III de Henao, Rainiero IV de Mons y Lamberto I de Lovaina, que intentaban reconquistar su herencia a los condes que el emperador Otón I había designado para el condado de Henao, Renaud de Mons y Garnier de Valenciennes. Tras reconciliarse con el emperador, éste le confió la defensa de la abadía de Brogne, en el año 998.

## Matrimonio y descendencia
Desposó con Ermengarda, hija de Carlos, duque de la Baja Lotaringia, y tuvo los siguientes hijos:
- Roberto II, conde de Namur.
- Alberto II, conde de Namur.
- Hedwige (o Hadewige) de Namur, esposa de Gerardo I de Lorena.
- Lutgarda, esposa de Otón, primer conde de Looz.
- Oda (o Goda).
- Ermengarda, que algunos autores han confundido con la esposa de Otón I de Chiny.